# Świętoszki z Dallas
Świętoszki z Dallas (GCB, 2012) – amerykański serial telewizyjny nadawany przez stację ABC od 4 marca do 6 maja 2012 roku. W Polsce nadawany na kanale FoxLife od 13 marca do 15 maja 2012 roku. Serial powstał na podstawie książki Kim Gatlin „Good Christian Bitches”.

## Opis fabuły
Amanda Vaughn (Leslie Bibb), była królowa liceum w Dallas powraca do swojego rodzinnego miasta. Niedawno owdowiała, z dwójką dzieci zmuszona jest prosić o pomoc swoją matkę Gigi (Annie Potts). Dodatkowo musi zmierzyć się z osobami, z których dawniej szydziła.

## Obsada

### Główna
- Leslie Bibb jako Amanda Vaughn z d. Stopper
- Annie Potts jako Gigi Stopper, owdowiała matka Amandy
- Kristin Chenoweth jako Carlene Cockburn z d. Lourd, wróg Amandy
- Jennifer Aspen jako Sharon Peacham z d. Johnson, wróg Amandy
- Miriam Shor jako Cricket Caruth-Reilly, wróg Amandy
- Marisol Nichols jako Heather Cruz, przyjaciółka Amandy
- Brad Beyer jako Zack Peacham, mąż Sharon
- Mark Deklin jako Blake Reilly, mąż Cricket i gej
- David James Elliott jako Ripp Cockburn, mąż Carlene

### Drugoplanowa
- Donny Boaz[1], później Tyler Jacob Moore jako John Tudor, pastor w Hillside Park United Memorial Church
- Eric Winter jako Luke Lourd, brat Carlene i zauroczenie Amandy
- Bruce Boxleitner jako Burl Lourd, owdowiały wujek Carlene i zauroczenie Gigi
- Lauran Irion jako Laura Vaughn, córka Billa i Amandy
- Colton Shires jako Will Vaughn, syn Billa i Amandy
- Alix Elizabeth Gitter jako Alexandra Caruth-Reilly, córka Cricket i Blake'a
- Mackinlee Waddell jako McKinney Peacham, córka Sharon i Zacka
- Ryan Akir[1], później Hartley Sawyer jako Bozeman Peacham, syn Sharon i Zacka
- Nick Krause[1], później Jack DePew jako Landry Cockburn, syn Carlene i Rippa

### Gościnna
- Tom Everett Scott jako Andrew Remington, miliarder i była randka Heather
- Donna Mills jako Bitsy Lourd, zazdrosna i zmarła żona Burla
- Kevin Alejandro jako Danny, lokalny rzeźnik i była randka Heather
- Grant Bowler jako Mason Massey, właściciel ogiera nabytego przez Cricket
- Greg Vaughan jako Bill Vaughn, zmarły mąż Amandy
- Denton Blane Everett jako Booth Becker, były kochanek Blake'a i były zarządca jego rancha
- Sheryl Crow jako ona sama
- Sandra Bernhard jako Debbie Horowitz, terrorystka poszukiwana w Meksyku

## Spis odcinków
| Nr | Tytuł                      | Tytuł polski                       | Reżyseria                      | Scenariusz                      | Premiera         | Premiera w Polsce |
| -- | -------------------------- | ---------------------------------- | ------------------------------ | ------------------------------- | ---------------- | ----------------- |
| 1  | Pilot                      | Nareszcie w domu                   | Alan Poul                      | Robert Harling                  | 4 marca 2012     | 13 marca 2012     |
| 2  | Hell Hath No Fury          | Nie zna piekło straszliwszej furii | Victor Nelli Junior            | Robert Harling                  | 11 marca 2012    | 20 marca 2012     |
| 3  | Love Is Patient            | Miłość cierpliwa jest              | Larry Shaw Victor Nelli Junior | Gretchen J. Berg Aaron Harberts | 18 marca 2012    | 27 marca 2012     |
| 4  | A Wolf In Sheep's Clothing | Wilk w owczej skórze               | Bethany Rooney                 | Henry Alonso Myers              | 25 marca 2012    | 3 kwietnia 2012   |
| 5  | Forbidden Fruit            | Zakazany owoc                      | Randy Zisk                     | Laurie McCarthy                 | 1 kwietnia 2012  | 10 kwietnia 2012  |
| 6  | Turn the Other Cheek       | Nadstaw drugi policzek             | James Hayman                   | Veronica Becker Sarah Kucserka  | 8 kwietnia 2012  | 17 kwietnia 2012  |
| 7  | Sex is Devine              | Boski seks                         | John Scott                     | Jordon Nardino                  | 8 kwietnia 2012  | 24 kwietnia 2012  |
| 8  | Pride Comes Before a Fall  | Pycha poprzedza upadek             | Matt Shakman                   | Robert Sudduth                  | 15 kwietnia 2012 | 1 maja 2012       |
| 9  | Adam & Eve's Rib           | Żebro Adama i Ewy                  | Victor Nelli Junior            | Henry Alonso Myers              | 29 kwietnia 2012 | 8 maja 2012       |
| 10 | Revelation                 | Objawienie                         | Paul Holahan                   | Robert Harling                  | 6 maja 2012      | 15 maja 2012      |